# 小行星1411
小行星1411（1411 Brauna）是一颗绕太阳运转的小行星，为主小行星带小行星。该小行星于1937年1月8日发现。
該小行星以德國天文學家海因里希·沃格特的妻子瑪格麗特·布勞恩（Margret Braun）命名。

## 轨道参数
小行星1411的轨道半长轴为3.0032727 UA，离心率为0.053。